# Ладимиревці
45°37′ пн. ш. 18°26′ сх. д. / 45.61° пн. ш. 18.43° сх. д.
Ладимиревці (хорв. Ladimirevci) — населений пункт у Хорватії, в Осієцько-Баранській жупанії у складі міста Валпово.

## Населення
Населення за даними перепису 2011 року становило 1587 осіб.
Динаміка чисельності населення поселення:

## Клімат
Середня річна температура становить 11,03 °C, середня максимальна – 25,46 °C, а середня мінімальна – -6,19 °C. Середня річна кількість опадів – 653 мм.
| Клімат поселення                              | Клімат поселення | Клімат поселення | Клімат поселення | Клімат поселення | Клімат поселення | Клімат поселення | Клімат поселення | Клімат поселення | Клімат поселення | Клімат поселення | Клімат поселення | Клімат поселення | Клімат поселення |
| Показник                                      | Січ.             | Лют.             | Бер.             | Квіт.            | Трав.            | Черв.            | Лип.             | Серп.            | Вер.             | Жовт.            | Лист.            | Груд.            |                  |
| Середній максимум, °C                         | 5,66             | 7,90             | 12,60            | 17,21            | 22,33            | 25,46            | 25,28            | 24,90            | 20,74            | 15,30            | 9,30             | 5,40             |                  |
| Середня температура, °C                       | −0,29            | 2,00             | 6,69             | 11,28            | 16,40            | 19,53            | 21,21            | 20,87            | 16,70            | 11,30            | 5,30             | 1,40             |                  |
| Середній мінімум, °C                          | −6,19            | −3,96            | 0,74             | 5,35             | 10,44            | 13,60            | 17,21            | 16,82            | 12,70            | 7,30             | 1,30             | −2,66            |                  |
| Норма опадів, мм                              | 41               | 36               | 38               | 51               | 61               | 83               | 63               | 60               | 51               | 56               | 63               | 50               |                  |
| Середньомісячна швидкість вітру, м/с          | 2.36             | 2.60             | 2.90             | 2.80             | 2.45             | 2.28             | 2.20             | 2.00             | 2.00             | 2.11             | 2.30             | 2.40             |                  |
| Середньомісячна сонячна радіація, кДж/м²·день | 4199             | 6921             | 10892            | 15429            | 19344            | 21556            | 22129            | 20279            | 14868            | 9268             | 4714             | 3507             |                  |
| --------------------------------------------- | ---------------- | ---------------- | ---------------- | ---------------- | ---------------- | ---------------- | ---------------- | ---------------- | ---------------- | ---------------- | ---------------- | ---------------- | ---------------- |
| Джерело:                                      |                  |                  |                  |                  |                  |                  |                  |                  |                  |                  |                  |                  |                  |